# Evektor
Evektor était un bureau d'études créé en 1991 et qui a fusionné en 1999 avec la firme nationale tchèque Aerotechnik pour fonder l'entreprise aéronautique Evektor-Aerotechnik située à Kunovice en République tchèque.
Aujourd'hui l'entreprise ne communique que sous le nom d'Evektor y compris pour les activités d'Evektor-Aerotechnik.